# Tajra
Tajra je žensko osebno ime.

## Izvor imena
Ime Tajra je izpeljanka iz ženskega imena Tara.

## Pogostost imena
Po podatkih SURSa je bilo na dan 31. decembra 2007 v Sloveniji 15 oseb z imenom Tajra